# インディゴ・フィルムズ

株式会社インディゴ・フィルムズは、東京都目黒区に本社を置く独立系の映像クリエイティブ・プロダクション。
| スタブアイコン | サブスタブ | この項目は、まだ閲覧者の調べものの参照としては役立たない、企業に関連した書きかけの項目です。この項目を加筆・訂正などしてくださる協力者を求めています（PJ:経済）。 |